# 956 Elisa
956 Elisa, asteroid glavnog pojasa. Otkrio ga je Karl Wilhelm Reinmuth, 8. kolovoza 1921.

## Vanjske poveznice
- Minor Planet Center